# Callisia ciliata
Callisia ciliata är en himmelsblomsväxtart som beskrevs av Carl Sigismund Kunth. Callisia ciliata ingår i släktet sköldpaddstuvor, och familjen himmelsblomsväxter. Inga underarter finns listade.